# President's Cup 2015
El torneo President's Cup 2015 es un torneo profesional de tenis. Pertenece al ATP Challenger Series 2015. Se disputó su 10.ª edición sobre superficie dura, en Astaná, Kazajistán, entre el 1 y el 7 de junio de 2015.

## Jugadores participantes del cuadro de individuales
| Favorito | País                      | Jugador             | Rank1 | Posición en el torneo |
| -------- | ------------------------- | ------------------- | ----- | --------------------- |
| 1        | Bandera de Kazajistán     | Mikhail Kukushkin   | 58    | CAMPEÓN               |
| 2        | Bandera de Rusia          | Konstantin Kravchuk | 170   |                       |
| 3        | Bandera de Rusia          | Yevgueni Donskoi    | 176   | FINAL                 |
| 4        | Bandera de Rusia          | Karen Jachanov      | 184   | Segunda ronda         |
| 5        | Bandera de Bélgica        | Yannick Mertens     | 195   | Cuartos de final      |
| 6        | Bandera de Japón          | Hiroki Moriya       | 210   | Segunda ronda         |
| 7        | Bandera de Estados Unidos | Connor Smith        | 218   | Primera ronda         |
| 8        | Bandera de China Taipéi   | Chen Ti             |       | Cuartos de final      |

- 1 Se ha tomado en cuenta el ranking del 20 de julio de 2015.

### Otros participantes
Los siguientes jugadores recibieron una invitación (wild card), por lo tanto ingresan directamente al cuadro principal (WC):
- Timur Khabibulin
- Roman Khassanov
- Chung Yunseong
- Djurabeck Karimov

Los siguientes jugadores ingresan al cuadro principal tras disputar el cuadro clasificatorio (Q):
- Sanjar Fayziev
- Andrei Vasilevski
- Markos Kalovelonis
- Denis Yevseyev

## Campeones

### Individual Masculino
- Mikhail Kukushkin derrotó en la final a  Yevgueni Donskoi, 6–2, 6–2

### Dobles Masculino
- Konstantin Kravchuk /  Denys Molchanov derrotaron en la final a  Chung Yunseong /  Djurabeck Karimov, 6–2, 6–2